# Efimovskij
Efimovskij è una cittadina della Russia europea nordoccidentale, situata nella oblast' di Leningrado (rajon Boksitogorskij).